# ONE PIECE とびだせ海賊団!
『ONE PIECE とびだせ海賊団!』は、2001年8月2日にバンダイから発売された、尾田栄一郎の漫画『ONE PIECE』を原作としたPlayStation用ゲームソフト。

## 概要
プレイヤーが海賊団の船長となり、2人の仲間と共に冒険をするゲーム。シナリオモードでは、原作のアーロン編終了時点からのパラレルストーリーとなっている。主人公達がはぐれてしまった麦わらの一味のメンバーを全員揃え、それと共にイニシエの黄金の謎を解く事となる。ボス船シューティングと海上バトルと船上バトルとワードバトルの4通りのバトルを行うこととなる。なお、PocketStationにセーブする事で「ポケット海賊団」を遊ぶこともできる（12ブロック必要）。

## ストーリー
東の海に隠された「イニシエの黄金」のカケラを集めていた麦わらの一味が謎の鋼鉄船に襲撃され、ルフィ達は5つのカケラとともに行方不明に…。同じ頃、大海賊を夢見る3人の若者が大海原へ飛び出した。かくして、新たなロマンスが幕を開ける。

## 登場キャラクター
多くのキャラクターが敵・味方に関係なく助っ人となる。

### 海賊

#### 麦わらの一味
モンキー・D・ルフィ
声 - 田中真弓
ウソップ
声 - 山口勝平
主人公たちに航海の基礎を教え込む。
ロロノア・ゾロ
声 - 中井和哉
ナミ
声 - 岡村明美
サンジ
声 - 平田広明

#### アルビダ海賊団
金棒のアルビダ
声 - 松岡洋子
初登場時はスベスベの実を食べていない。物語終盤でスベスベの実の能力者としてバギーと共に現れる。

#### バギー海賊団
バギー
声 - 千葉繁
ちびバギーとなって漂流中、主人公たちに助けられ一時的に助っ人となる。その後、スモーカーとの抗戦の際、船から落ちてどこかへ飛んでいってしまい、物語終盤で元の身体に戻ってアルビダと共に現れる。

#### クロネコ海賊団
ジャンゴ
声 - 矢尾一樹

#### クリーク海賊団
クリーク
声 - 立木文彦

#### アーロン一味
アーロン
声 - 小杉十郎太

#### ゲームオリジナルキャラクター

##### 重要人物
ローカイ
声 - 掛川裕彦
おでん屋の常連である老いた海賊。イニシエの黄金の秘密を知る男。
スカルフェース
声 - 掛川裕彦
ラストボス。ガイコツのメイクをしている以外はローカイと同じ姿をしている。

##### 偽麦わらの一味
麦わらの一味の偽者。
ニセルフィ
声 - 田中真弓
モンキー・D・ルフィの偽者。
ニセゾロ
声 - 中井和哉
ロロノア・ゾロの偽者。
ニセウソップ
声 - 山口勝平
ウソップの偽者。魚人。

### 海軍
スモーカー
声 - 松尾銀三
たしぎ
声 - 野田順子
コビー
ネズミ
声 - 西脇保
プリンプリン

### 民間人

#### おでん屋
海の上のおでん屋。映画『ONE PIECE』の登場人物。
岩蔵
声 - 青野武
トビオ
声 - 今井由香

#### バラティエ
ゼフ
パティ
声 - 稲田徹
カルネ
声 - 里内信夫
ゲームクリア後、のれん分け1号店「ら・バラティーエ」の支店長となる。

#### その他の民間人
マキノ
声 - 大本眞基子
リカ
プードル
シュシュ
カヤ
声 - 國府田マリ子
ガイモン
ナコー
ノジコ
声 - 山崎和佳奈
ゲンゾウ
クロッカス

### 賞金稼ぎ
ヨサク
声 - 徳山靖彦
ジョニー
声 - 高塚正也

### その他
ドリー
ブロギー
ジュラキュール・ミホーク
声 - 青野武
グランドラインで主人公たちに出会う。
パンダマン

## ドラマCD
『ONE PIECE グランドバトル!』同様、CDプレイヤーで短編ドラマを聞く事が可能。